# کوئنتین برایس
کوئنتین برایس (انگلیسی: Quentin Bryce؛ زادهٔ ۲۳ دسامبر ۱۹۴۲) آموزگار، وکیل و سیاستمدار اهل استرالیا است. وی از ۵ سپتامبر ۲۰۰۸ تا ۲۸ مارس ۲۰۱۴ فرماندار کل استرالیا بود. او اولین زنی است که در تاریخ این کشور به این مقام می‌رسد.